# Saint-Sulpice-la-Pointe
Saint-Sulpice-la-Pointe is een gemeente in het Franse departement Tarn (regio Occitanie). De plaats maakt deel uit van het arrondissement Castres. Saint-Sulpice-la-Pointe telde op 1 januari 2022 9.674 inwoners.

## Geschiedenis

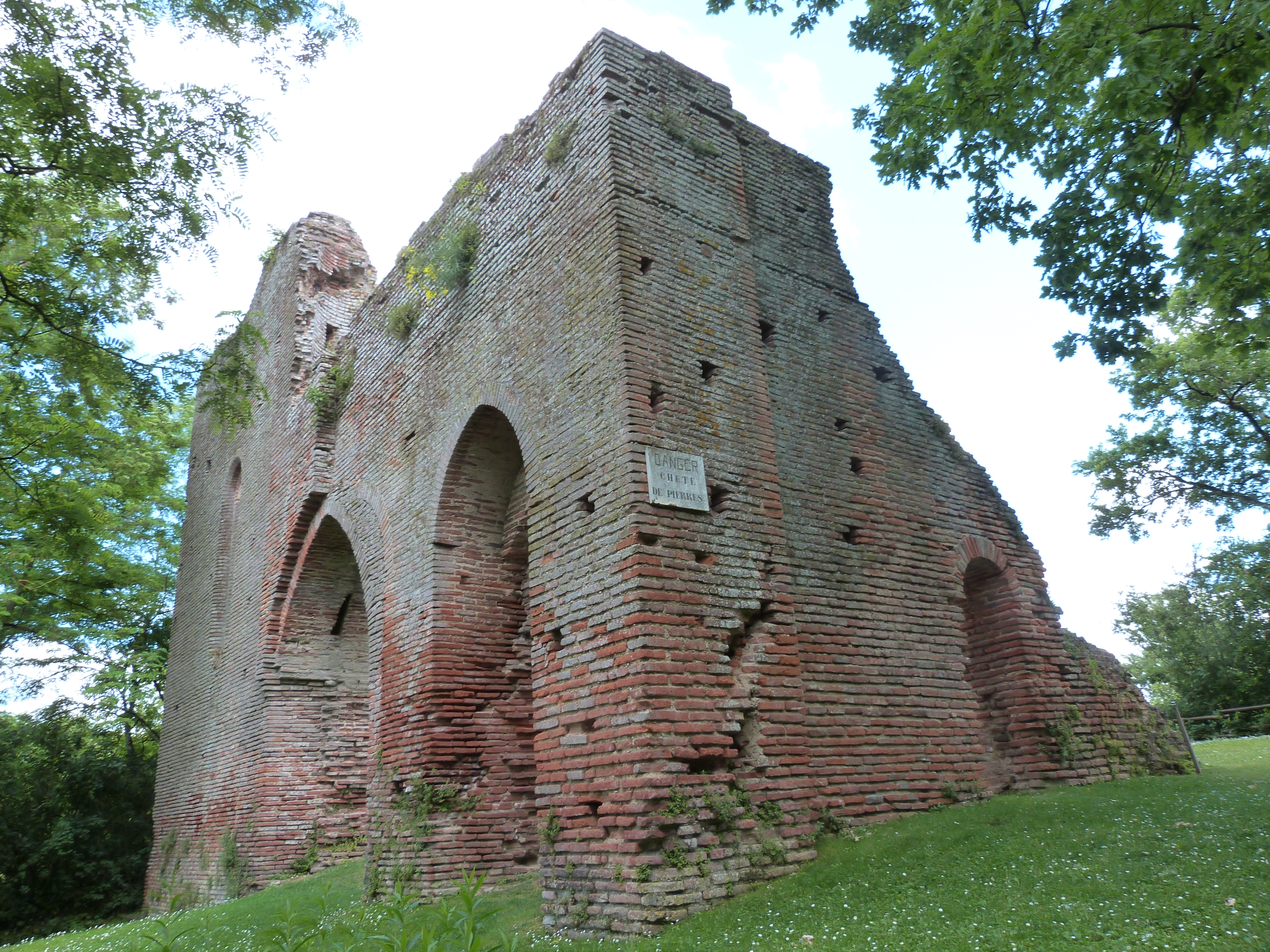
Ruïne van het kasteel van Castela

Saint-Sulpice d'Albigeois behoorde toe aan de graven van Toulouse. Zij schonken de plaats aan het einde van de 12e eeuw aan de Abdij van Aurillac. In 1200 gaf de abdij het in leen aan Dieudonné d'Alaman. In de jaren 1240 werd de bastide Castela gebouwd door Sicard Alaman. Hier kwamen een kasteel, een klooster en een hospitaal. De bastide lag in de vlakte en had in de eerste plaats een economische, geen defensieve functie. Onder de bastide waren uitgegraven ruimten waar de bevolking kon schuilen. Vanaf 1381 werd begonnen met de bouw van de kerk.
Het kasteel van de bastide werd in de 16e eeuw tijdens de Hugenotenoorlogen vernield en in de loop van de volgende eeuw verder afgebroken. De bakstenen dienden als bouwmateriaal voor woningen in de stad. In de 19e eeuw werd er een hangbrug gebouwd over de Agout.
Tijdens de Tweede Wereldoorlog was er een interneringskamp, het Camp de Saint-Sulpice, in de gemeente. Hier werden communisten, ongewenste buitenlanders en vanaf 1942 Joden geïnterneerd. Na de oorlog werden er Duitsers uit Elzas opgesloten tot het kamp in 1946 werd gesloten. Vanaf de jaren 1960 kende de gemeente een sterke bevolkingsgroei.
In 2013 veranderde de naam van de gemeente van Saint-Sulpice in Saint-Sulpice-la-Pointe.

## Geografie
De oppervlakte van Saint-Sulpice-la-Pointe bedroeg op 1 januari 2022 23,99 vierkante kilometer; de bevolkingsdichtheid was toen 403,3 inwoners per km². De gemeente ligt aan de samenvloeiing van de Agout en de Tarn.
De autosnelweg A68 loopt door de gemeente.
De onderstaande kaart toont de ligging van Saint-Sulpice-la-Pointe met de belangrijkste infrastructuur en aangrenzende gemeenten.

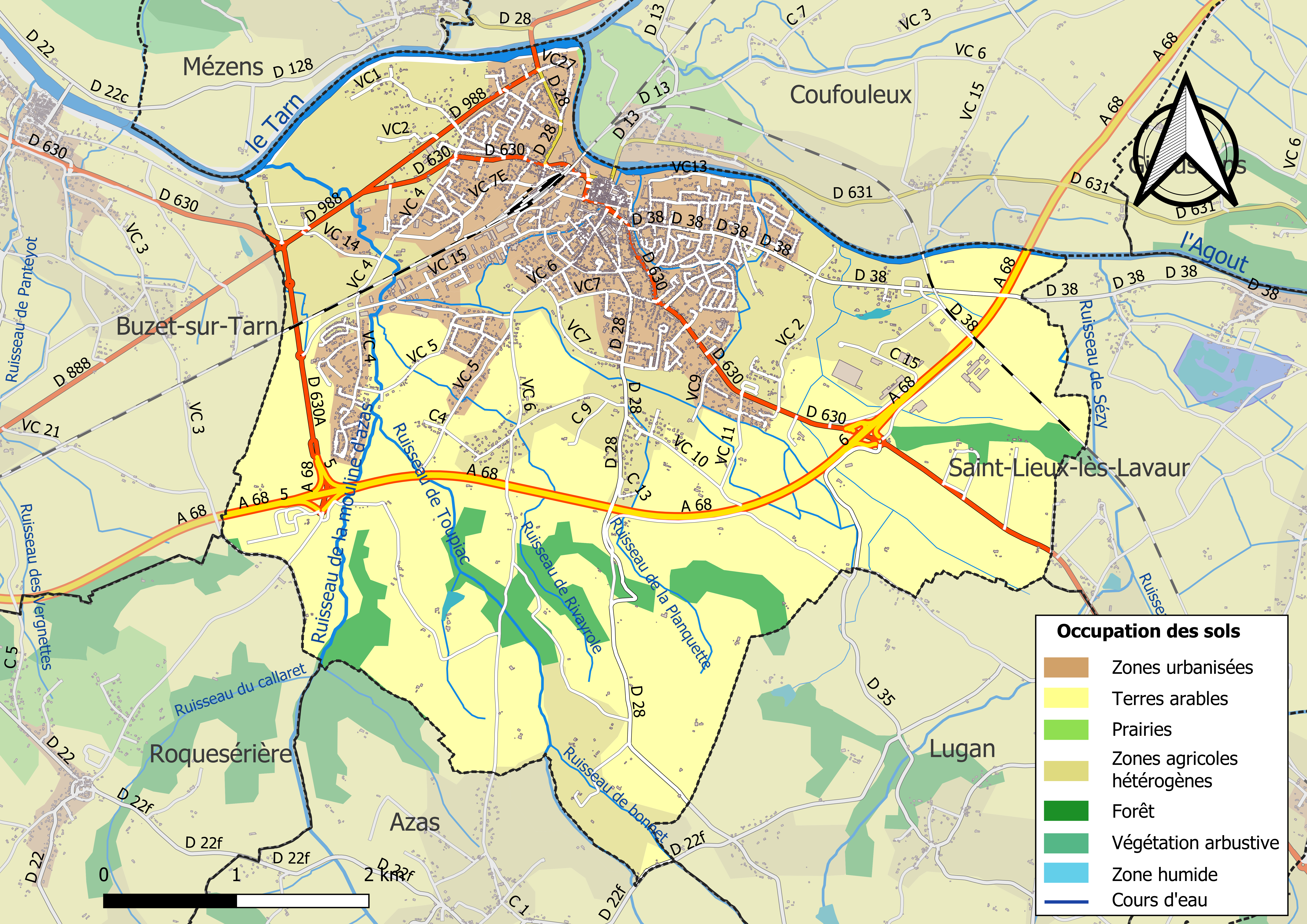

## Demografie
Onderstaande figuur toont het verloop van het inwonertal (bron: INSEE-tellingen).